# Рогожинський Микола Володимирович
Рогожинський Микола Володимирович (1965 - 2011) — український поет та громадський діяч.

## Життєпис
Народився 28 серпня 1965 року в м. Києві наймолодшим у багатодітній сім'ї.
Батько: Рогожинський Володимир Тимофійович, 1922 року народження, помер у 1992 році. Пройшов Велику Вітчизняну війну. Був нагороджений багатьма бойовими орденами та медалями. Все життя працював на заводі. Захоплювався спортом і передав любов до спорту та фізичної культури і праці своїм дітям.
Мати: Колісник Валентина Іллівна, 1925 р.н. Інвалід Великої Вітчизняної Війни. Пережила три голодомори та концтабори. Фронтовичка, багаторазово була відзначена державними нагородами. Вчителька української мови та літератури. Саме вона навчила свого сина любити українську мову та литературу, поважати рідне слово, культуру та мистецтво.
Українець, поет, номінант на Нобелівську премію в галузі "Література та поезія" від України, історик. Освіта вища. Закінчив КНУКіМ. За фахом режисер. Проходив військову службу у лавах Радянської Армії. Демобілізувавшись, пішов працювати на Київський завод ПО "Електронмаш". В період перебудови суспільства працював на приватних підприємствах на посадах від рядового службовця до керівника приватного підприємства.
Був головою Центру дитячої творчості "Зорепад", який створено за його власною ініціативою і в якому кожний рік безкоштовно займалися майже 100 дітей. Дитячий театр Миколи Рогожинського утримувався за рахунок благодійних коштів.
2004 року брав участь у виборах Президента.
Автор 5 поетичних збірок, 9 музичних вистав та майже 400 текстів до різножанрових пісень.
Працював у напрямку побудови держави, її економічного та соціально-політичного стану, вивчаючи та аналізуючи можливі шляхи виходу зі сталої кризи влади та поліпшення добробуту українського народу. Глибоко вивчав історію. Весь вільний час присвячував, сімі'ї та театру.
Любив спорт, зокрема футбол, бокс, боротьбу, бойові мистецтва (особливо українські національні) та багато інших видів спорту.
Творчість М.Рогожинського спонукала тих, хто з нею ознайомився, на глибокі роздуми та об'єднання навколо поета сьогоднішньої наукової, мистецької, трудової, селянської, релігійної, військової, а в багатьох районах України і адміністративної еліти. Простий народ, робітники та селяни, які чують СЛОВО ПРАВДИ та ІСТОРИЧНОЇ ІСТИНИ із вуст поета, стають водночас його однодумцями.
Склад сім'ї: дружина, Рогожинська Марина Валеріївна, 1971 р.н., за фахом соціальний працівник-психолог, троє дітей (дві доньки та син), проживають у м. Києві.
Помер 2011 року.

## Збірки поезій
- Рогожинський, Микола. Діамант у косах: віршовані експромти / М. Рогожинський. - К. : Рада, 1998
- Рогожинський, Микола Володимирович. "Коли б я міг..." : поетична збірка / М. В. Рогожинський ; пер. на англ. мову Т. Рогожинська-Галицька. - К. : [б.в.], 2000
- Рогожинський, Микола Володимирович. Я - саме той! : вибране: Біль, правда та надія у сповіді поета, громадянина / М. В. Рогожинський. - К. : Науковий світ, 2004.